# مارك فاغان
مارك فاغان (بالإنجليزية: Mark Fagan)‏ هو سياسي نيوزلندي، ولد في 17 نوفمبر 1873 في أستراليا، وتوفي في 31 ديسمبر 1947 في نيوزيلندا. حزبياً، نشط في حزب العمال النيوزيلندي. وقد انتخب عضو مجلس النواب نيوزيلندا.